# Long Creek (Illinois)
Long Creek es una villa ubicada en el condado de Macon en el estado estadounidense de Illinois. En el Censo de 2010 tenía una población de 1328 habitantes y una densidad poblacional de 181,31 personas por km².

## Geografía
Long Creek se encuentra ubicada en las coordenadas 39°48′19″N 88°50′51″O / 39.80528, -88.84750. Según la Oficina del Censo de los Estados Unidos, Long Creek tiene una superficie total de 7.32 km², de la cual 7.32 km² corresponden a tierra firme y (0%) 0 km² es agua.

## Demografía
Según el censo de 2010, había 1328 personas residiendo en Long Creek. La densidad de población era de 181,31 hab./km². De los 1328 habitantes, Long Creek estaba compuesto por el 99.02% blancos, el 0% eran afroamericanos, el 0.08% eran amerindios, el 0.3% eran asiáticos, el 0.08% eran isleños del Pacífico, el 0.15% eran de otras razas y el 0.38% pertenecían a dos o más razas. Del total de la población el 0.83% eran hispanos o latinos de cualquier raza.